# 海宁州 (浙江省)
海寧州，是大元與大清設置的散州，初由鹽官州易名而置，屬江浙等處行中書省杭州路；大明建立後降為海寧縣，屬浙江承宣布政使司杭州府；大清乾隆年間復升為散州，屬浙江省杭州府，成為浙江省所隸的惟一一個散州。中華民國建立後復降為縣，仍屬浙江省；今為浙江省海寧市。海寧州在清末設有全中國最早的縣級公共图书馆。

## 历史
大元泰定四年（1327年），都水少監張仲仁到鹽官州治水，並徵召萬人徭役，直至元文宗即位後水勢平定，方停止徭役徵召。鹽官州因故於天历二年（1329年）易名海宁州，属杭州路。明洪武二年（1369年）降为海宁县，属杭州府。:142
大清乾隆三十八年（1773年），因属海疆要地、賦重差繁，兼有海塘修築，故復升为散州:143:22，並取代同步降格為安吉縣的安吉州，成為浙江省所隸的惟一一個散州。1912年復降為海寧縣:25。

## 文化

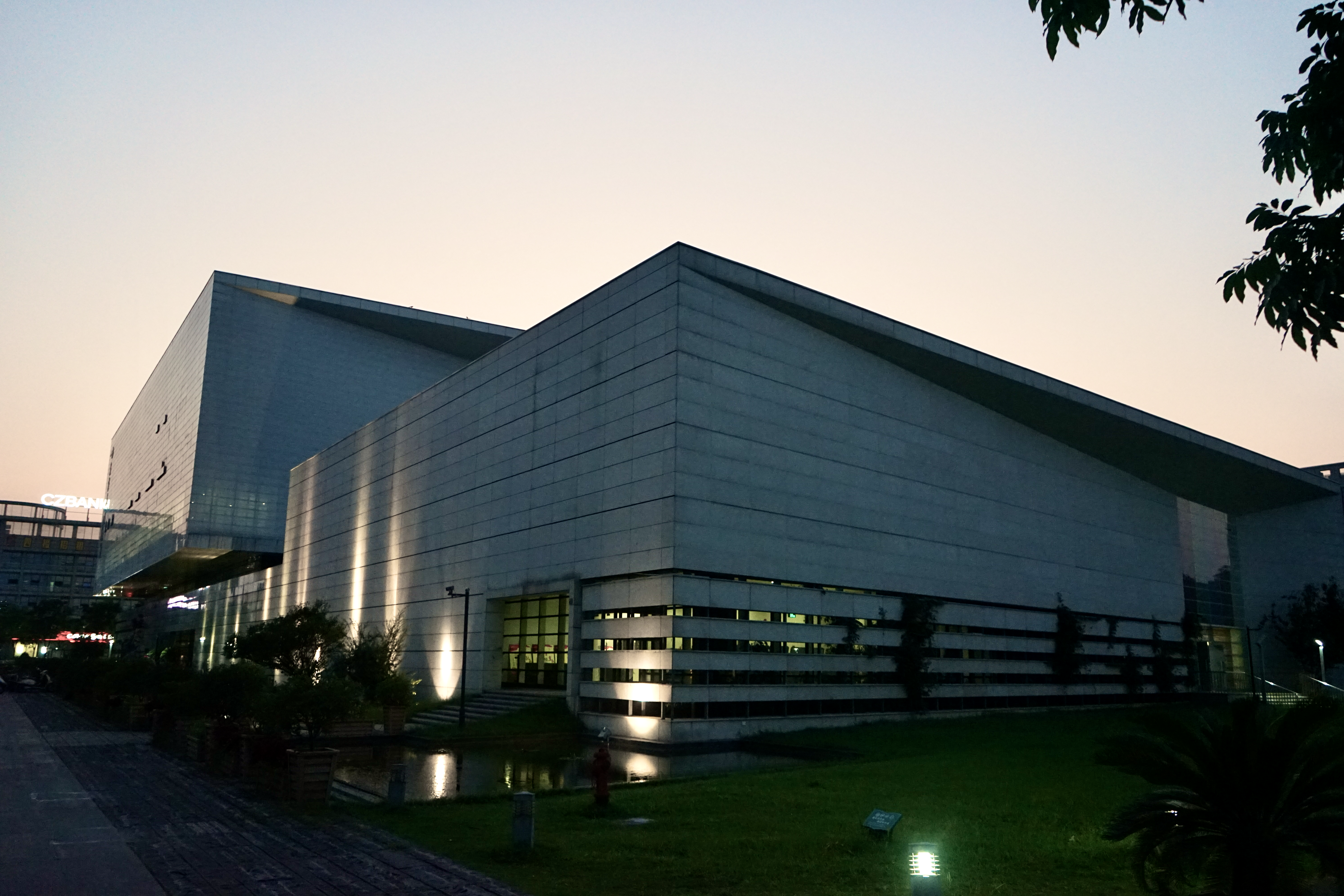
海宁市图书馆（图）的前身海寧州圖書館為全中國最早的縣級公共圖書館。

海寧州州内自光绪三十年四月（1904年5月）設有海寧州圖書館，其為全中國最早的縣級公共图书馆，亦為海宁市图书馆的前身，於1915年結束並改為「海寧縣公立圖書館」。